# مدرسة هارو الدولية (هونغ كونغ)
مدرسة هارو الدولية هي مدرسة دولية خاصة تقع في هونغ كونغ، الصين.

## الروابط الخارجية
1. ↑  Hong Kong Government press release نسخة محفوظة 23 أغسطس 2016 على موقع واي باك مشين.
2. ↑  Roland Lim Harrow Hong Kong to open in Aug 2012 14 April 2010 Channel NewsAsia نسخة محفوظة 16 أبريل 2010 على موقع واي باك مشين.

- الموقع الرسمي